# One Piece Film: Gold
One Piece Film: Gold (Nhật: ONE PIECE FILM: GOLD Hepburn: Wan Pīsu Firumu: Gōrudo) là bộ phim điện ảnh thứ 13 của thương hiệu One Piece, bộ phim này được công chiếu tại Nhật Bản vào ngày 23 tháng 7 năm 2016 . Bộ phim sẽ do Miyamoto Hiroaki đảm nhiệm vị trí đạo diễn và tác giả Oda Eiichiro giữ vai trò giám sát quá trình sản xuất bộ phim giống như với bộ phim trước đó.

## Nội dung
Trong bộ phim lần này, băng hải tặc Mũ Rơm sẽ phải đối đầu với Guild Tesoro, kẻ sở hữu trái ác quỷ Gold - Gold và là chủ nhân của Gran Tesoro - Thành phố giải trí nổi bằng vàng lớn nhất thế giới. Gran Tesoro là một thành phố độc lập, quy tụ hàng trăm tay chơi và hải tặc trên khắp thế giới; một nơi mà đến chính phủ cũng không thể kiểm soát. Guild Tesoro thống trị tất cả mọi thứ, thậm chí là hải tặc hay chính phủ bằng Vàng và tham vọng của hắn ngày càng lớn dần. Cán cân quyền lực của Tân thế giới bắt đầu thay đổi từ đây...

## Phân vai
| Nhân vật          | Diễn viên lồng tiếng | Diễn viên lồng tiếng |
| Nhân vật          | Nhật Bản             | Việt Nam             |
| ----------------- | -------------------- | -------------------- |
| Monkey D. Luffy   | Tanaka Mayumi        | Kim Anh              |
| Roronoa Zoro      | Nakai Kazuya         | Tuấn Anh             |
| Nami              | Okamura Akemi        | Kim Ngọc             |
| Usopp             | Yamaguchi Kappei     | Thiện Trung          |
| Sanji             | Hirata Hiroaki       | Hoàng Khuyết         |
| Tony Tony Chopper | Ohtani Ikue          | Ái Phương            |
| Nico Robin        | Yamaguchi Yuriko     | Linh Phương          |
| Franky            | Yao Kazuki           | Chánh Tín            |
| Brook             | Chō                  | Quang Tuyên          |
| Gildo Tesoro      | Yamaji Kazuhiro      | Chơn Nhơn            |
| Baccarat          | Nanao                | Thùy Tiên            |
| Dice              | Kendo Kobayashi      | Hoài Thương          |
| Carina            | Hikari Mitsushima    | Thúy Hằng            |
| Akainu            | Fumihiko Tachiki     | Tấn Phong            |

## Sản xuất
Bộ phim này lần đầu được thông báo trong tập phim đặc biệt One Piece Episode Of Sabo chiếu ngày 22 tháng 8 năm 2015 trên kênh Fuji TV của Nhật Bản .
Tên và ngày công chiếu cũng bộ phim được tiết lộ trong tạp chí Weekly Shounen số đầu tiên của năm 2016 do Nhà xuất bản Shueisha ấn hành. Tạp chí số này đồng thời cũng thông báo người chịu trách nhiệm đạo diễn bộ phim là Miyamoto Hiroaki, kịch bản viết bởi Tsutomu Kuroiwa và tác giả Oda Eiichiro giữ vai trò giám sát quá trình sản xuất bộ phim giống như với One Piece Film: Z.

## Âm nhạc
Ca khúc chủ đề chính của phim có tên là "Ikari wo Kureyo" (怒りをくれよ) do hai thành viên của nhóm nhạc GLIM SPANKY thể hiện, họ được chính tác giả Eiichiro Oda giới thiệu để lựa chọn vào giữ vai trò này. Bên cạnh đó nữ nhạc sĩ Mayumi Kojima cũng xác nhận là bà sẽ sáng tác một ca khúc chủ đề khác cho bộ phim, và nó có tên là "GOLD & JIVE ~SILVER OCEAN." 